# Киселчово
Киселчово (болг. Киселчово) — село в Болгарии. Находится в Смолянской области, входит в общину Смолян. Население составляет 43 человека.

## Политическая ситуация
Киселчово подчиняется непосредственно общине и не имеет своего кмета.
Кмет (мэр) общины Смолян — Николай Тодоров Мелемов (Граждане за европейское развитие Болгарии (ГЕРБ)) по результатам выборов 2011 года, прежде кметом была Дора Илиева Янкова (Болгарская социалистическая партия (БСП)) по результатам выборов 2007 года в правление общины.